# Strategic Simulations, Inc
Strategic Simulations, Inc (SSI) je tvrtka koja se bavila proizvodnjom igara za igraće konzole i računala.
Kompaniju SSI je 1979. godine osnovao Joel Billings, zaljubljenik u ratne igre. Njegov prvi zaposlenik bio je Ed Williger koji će ubrzo napisati igru Computer Bismarsk što izlaskom na računalo Apple II 1980. godine tvrtki donosi prvi uspjeh zahvaljujući čemu se pravi i obrada za kompjuter TRS-80 koju godinu potom. Uspjesi početnih godina će dovesti do zapošljavanja novih programera među kojima će se naći i buduća ikona strateških igri Gary Gipsy.
Kako je bavljenje samo strateškim igrama postao ograničavajući faktor Joel Billings počinje 1984. godine praviti svoje prve role-playing igre Wizard's Crown i Questron. Uspjeh tih početnih pokušaja rezultira kupovinom od strane SSI prava na proizvodnju igri iz serije Advanced Dungeons & Dragons.
To zlatno desetljeće SSI ipak dolazi svojem kraju na početku devedesetih. Nakon dvije neuspješne fiskalne godine Billings 1994. godine prodaje svoju kompaniju konkurentskoj softwerskoj firmi Mindscape koja će sama biti kupljena od Mattela 1999. godine samo da bi na kraju završila kod Ubisofta koji odlučuje 2001. godine prestati koristiti ime Strategic Simulations, Inc.
Danas gledajući s povijesne distance legendarne igre ove kompanije su bile Computer Bismarck, Roadwar 2000, Heroes of Lance, Pool of Radiance, Conflict: Middle East, Second Front i Panzer General. Kompanija je inače u računalskoj zajednici bila veoma često ismijavana zbog svoje neprestane reciklaže neke uspješne igre. Tako je softverska baza od Pool of Radiance korištena u još 13 igara, dok je Panzer general I doživio 6 nastavaka u samo 24 mjeseca.

## Igre SSI-ja

#### 1979.
- Computer Quarterback

#### 1980.
- Computer Bismarck
- Cytron Masters

#### 1981.
- Bomb Alley
- Southern Command
- Tiger in The Snow

#### 1982.
- Germany 1985
- Warp Factor, The
- Cosmic Balance, The.

#### 1983.
- Battle for Normandy
- Epidemic!
- Knights of The Desert
- North Atlantic '86
- RDF 1985

#### 1984.
- Baltic 1985: Corridor to Berlin
- Field of Fire
- Fifty Mission Crush
- Galactic Gladiators
- Gemstone Warrior
- Questron

#### 1985.
- Cartel$ & Cutthroat$
- Computer Ambush
- Colonial Conquest
- Mech Brigade
- Norway 1985
- Operation Market Garden
- Phantasie
- Rebel Charge at Chickamauga
- Shiloh: Grant's Trial in The West
- Wizard's Crown

#### 1986.
- Demon's Winter
- Gemstone Healer
- Gettysburg: The Turning Point
- Phantasie II
- Roadwar 2000
- Wargame Construction Set
- Warship

#### 1987.
- B-24 Combat Simulator
- Battle of Antietam
- Colonial Conquest
- Eternal Dagger, The
- Kampfgruppe
- Phantasie III: Wrath of Nikademus
- Rings of Zilfin
- Roadwar Europa
- Shard of Spring, The
- War of The Lance

#### 1988.
- Dungeon Master's Assistant Volume I
- Advanced Dungeons and Dragons: Heroes of the Lance
- Pool of Radiance
- President Elect
- Questron 2
- Sons of Liberty
- Star Command
- Stellar Crusade
- Typhoon of Steel

#### 1989.
- Battles of Napoleon
- Curse of the Azure Bonds
- Dragons of Flame
- Dungeon Master's Assistant Volume II
- First Over Germany
- Hillsfar
- Red Lightning
- Storm Across Europe
- Sword of Aragon

#### 1990.
- Champions of Krynn
- Buck Rogers: Countdown to Doomsday
- DragonStrike
- Eye of the Beholder
- Renegade Legion: Interceptor
- Second Front
- Secret of the Silver Blades
- Shadow Sorcerer
- Waterloo

#### 1991.
- Conflict: Middle East
- Death Knights of Krynn
- Eye of the Beholder II: The Legend of Darkmoon
- Pools of Darkness
- Gateway to the Savage Frontier
- Medieval Lords
- Neverwinter Nights (AOL)
- No Greater Glory
- Tony La Russa Baseball (1991. – 1993.)
- Western Front

#### 1992.
- A Line in The Sand
- Buck Rogers: Matrix Cubed
- Carrier Strike: South Pacific
- Conflict: Korea
- Cyber Empires
- Eye of the Beholder III: Assault on Myth Drannor
- Flashback: The Quest for Identity
- Gary Grigsby's Pacific War
- Great Naval Battles 1
- Prophecy of the Shadow
- Spelljammer: Pirates of Realmspace
- Treasures of the Savage Frontier
- The Dark Queen of Krynn
- The Summoning

#### 1993.
- Clash of Steel
- Dark Sun: Shattered Lands
- Dungeon Hack
- Fantasy Empires
- Gary Grigsby's War in Russia
- Great Naval Battles 2
- History Line: 1914-1918
- Legends of Valour
- The Settlers (a.k.a. Serf City: Life is Feudal)
- Tony La Russa Baseball II
- Unlimited Adventures
- Stronghold,
- Veil of Darkness

#### 1994.
- Al-Qadim: The Genie's Curse
- Archon Ultra
- Cyclones
- Dark Legions
- Dark Sun: Wake of the Ravager
- Great Naval Battles 3
- Menzoberranzan
- Panzer General
- Ravenloft: Strahd's Possession
- Skyrealms of Jorune: Alien Logic
- Wargame Construction Set II: Tanks!

#### 1995.
- Clash of Steel: Future Edition
- Entomorph: Plague of the Darkfall
- Ravenloft 2: The Stone Prophet
- Renegade: The Battle for Jacob's Star
- Steel Panthers
- World of Aden: Thunderscape

#### 1996.
- Allied General
- Fantasy General
- Great Naval Battles 5
- Necrodome
- Silent Hunter
- Star General
- Steel Panthers II: Modern Battles
- Su-27 Flanker
- War Wind
- Wargame Construction Set III: Age of Rifles

#### 1997.
- Buccaneer
- Dark Colony
- Imperialism
- Pacific general
- Panzer General for Windows 95
- Panzer general II
- Steel Panthers III
- War Wind II - Human Onslaught
- Final Liberation: Warhammer Epic 40,0000

#### 1998.
- Panzer Commander
- People's General (a.k.a. Dynasty General)
- Soldiers at War
- Warhammer 40,000: Chaos Gate

#### 1999.
- Close Combat IV: Battle of the Bulge
- Fighting Steel
- Flanker 2.0
- Imperialism II: The Age of Exploration
- Panzer General 3D Assault
- Warlords Battlecry
- Warhammer 40,000: Rites of War